# Chris Kappler
Pour les articles homonymes, voir Kappler.
Chris Kappler, né le 9 février 1967, est un cavalier de saut d'obstacles américain.

## Palmarès mondial
- 2003 : médaille d'or par équipe et médaille d'argent en individuel aux Jeux pan américains de Saint-Dominique en République dominicaine avec Royal Kaliber.
- 2004 : médaille d'or par équipe et médaille d'argent en individuel aux Jeux olympiques d'Athènes en Grèce avec Royal Kaliber.

## Jeux olympiques d'Athènes de 2004
Royal Kaliber, fils de Ramiro, fut blessé aux tendons lors du barrage pour la médaille d'argent ou de bronze en individuel. Ne supportant pas l'immobilité que lui imposait sa blessure, il fut sujet à de nombreuses coliques. Finalement transporté dans une clinique aux Pays-Bas, son état continua pourtant de se dégrader au point qu'il fut décidé de l'euthanasier pour abréger ses souffrances.
Lors de ces jeux, trois chevaux furent sévèrement atteints aux tendons lors de la réception d'un obstacle.